# Schönjöchl (Ammergauer Alpen)
Das Schönjöchl ist ein 1661 m ü. A. hoher Berg in den Ammergauer Alpen in Tirol. Es ist ein den Geierköpfen südlich vorgelagerter, aber doch recht eigenständiger Gipfel. Der bewaldete Kopf erhebt sich über der Ostseite des Plansees. Über das Schönjöchl führt eine der Routen zu den Geierköpfen.